# Luis Zubero
Luis Zubero Aldecoa, nacido el 18 de marzo de 1948 en Ceberio, es un ciclista profesional español que fue profesional de 1968 a 1975.

## Palmarés
1970
- Clásica de Sabiñánigo
- G. P. Pascuas

## Resultados en Grandes Vueltas y Campeonato del Mundo
| Carrera         | 1968 | 1969 | 1970 | 1971 | 1972 | 1973 | 1974 | 1975 |
| --------------- | ---- | ---- | ---- | ---- | ---- | ---- | ---- | ---- |
| Giro de Italia  | -    | -    | -    | -    | -    | 18.º | 27.º | -    |
| Tour de Francia | -    | -    | 15.º | Ab.  | -    | 23.º | 42.º | -    |
| Vuelta a España | -    | -    | -    | -    | -    | -    | -    | -    |
| Mundial en ruta | -    | -    | -    | -    | -    | -    | -    | -    |

-: no participa 

Ab.: abandona